# Антилопы
Антило́пы (от ср.-греч. ἀνθόλοψ — «рогатое животное») — название некоторых подсемейств и родов полорогих (Bovidae). Антилопы не составляют единой группы (таксона), и к ним обычно причисляют всех тех полорогих, которые не относятся к крупному рогатому скоту, баранам и козам. Классификация антилоп, как и вообще классификация полорогих по подсемействам, родам и видам, не является устоявшейся.

## Систематика
К антилопам относят:

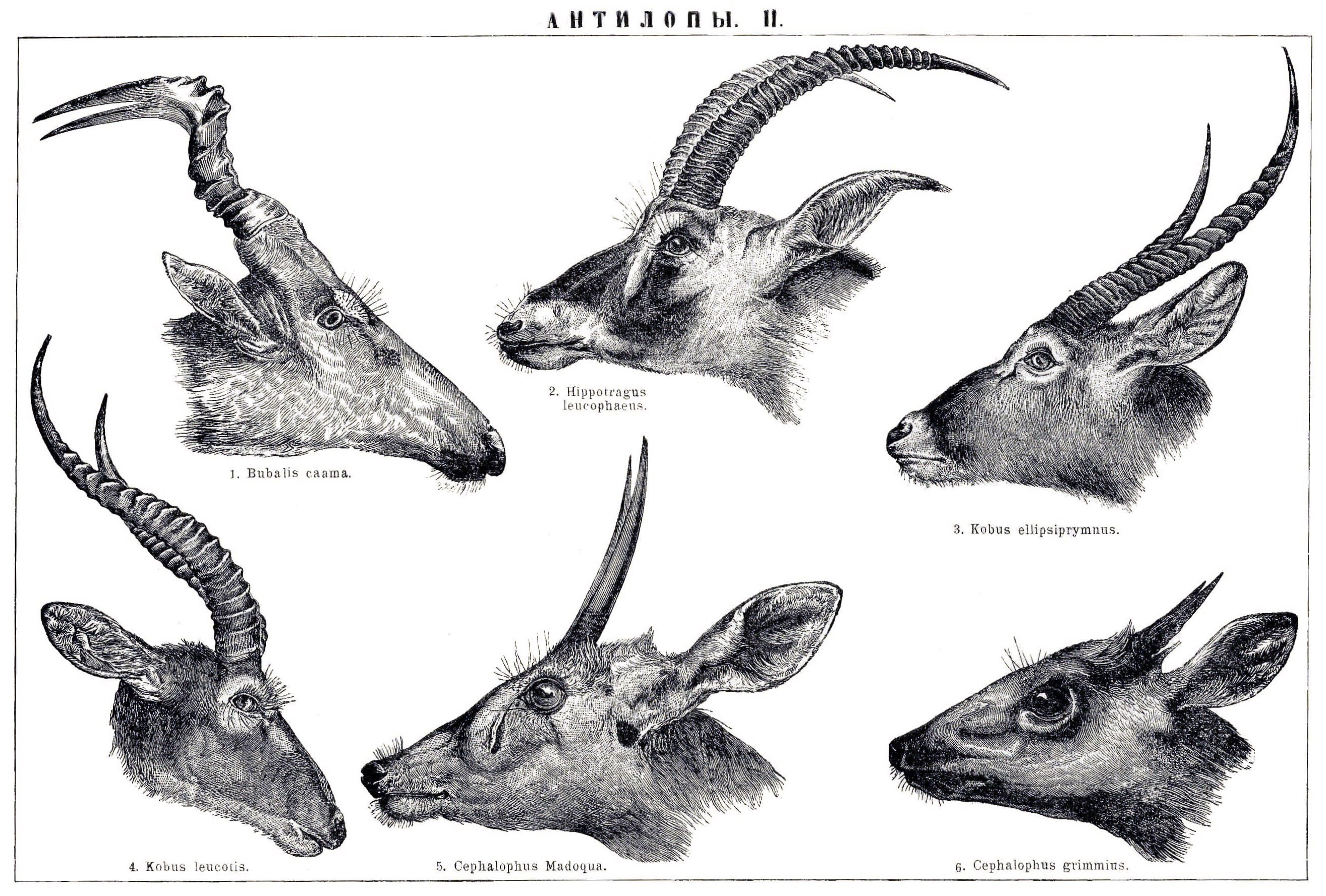
АНТИЛОПЫ I. 1) Bubalis caama, 2) Hippotragus leucophaeus, 3) Kobus ellipsiprymnus, 4) Kobus leucotis, 5) Cephalophus madoqua, 6) Cephalophus grimmius

- Подсемейство Настоящие антилопы (Antilopinae)
- Подсемейство Косульи антилопы (Peleinae)
- Подсемейство Саблерогие антилопы (Hippotraginae)
- Подсемейство Карликовые антилопы (Neotraginae)
- Подсемейство Бубалы, или коровьи антилопы (Alcelaphinae)
- Подсемейство Дукеры (Cephalophinae)
- Подсемейство Импалы (Aepycerotinae)
- Некоторые роды подсемейства быков (Bovinae)

К антилопам могут относить также подсемейство водяных козлов (Reduncinae) и единственного представителя семейства вилорогих — вилорога (Antilocapra americana).

## Внешний вид и поведение

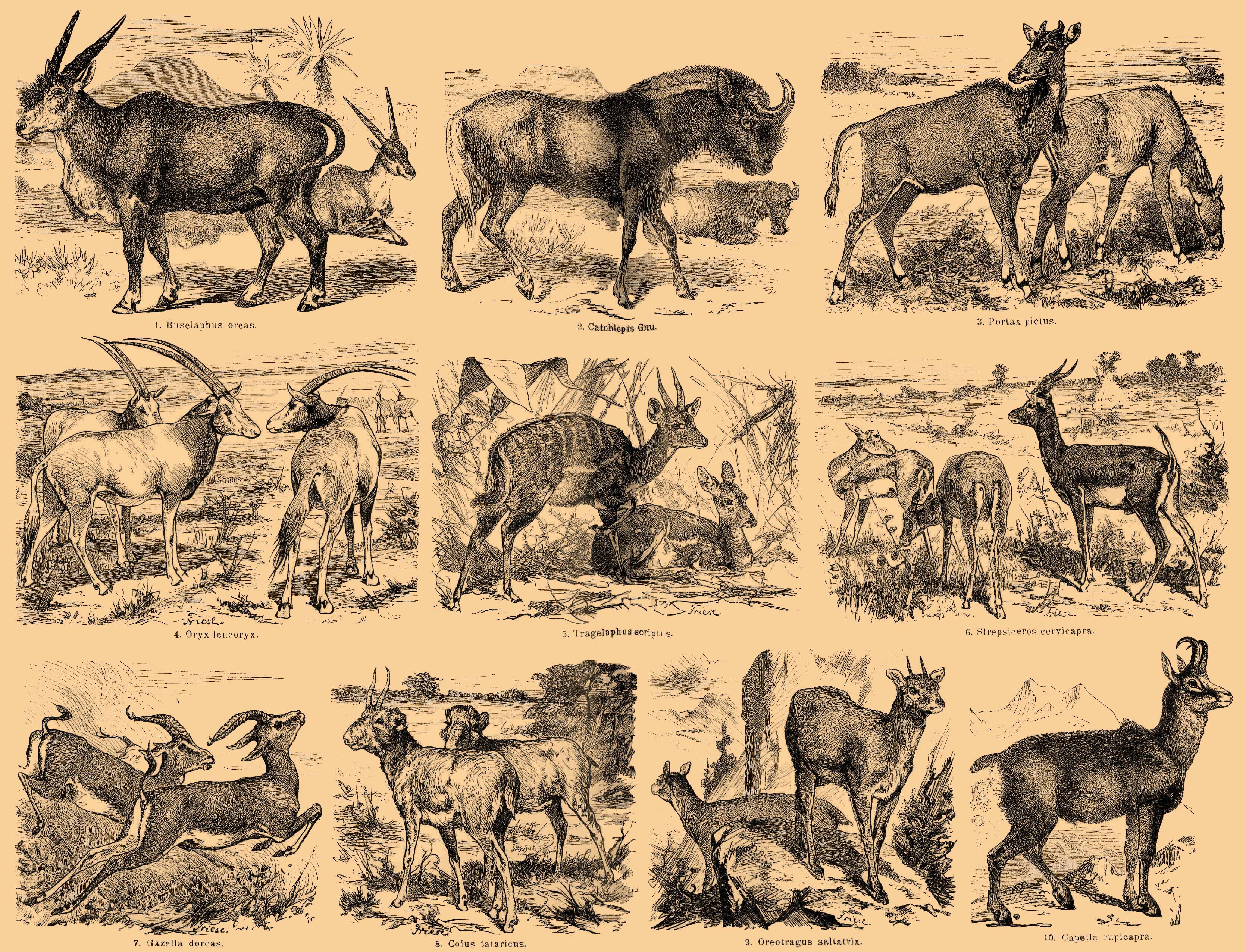
- Канна
- Catoblepas Gnu
- Portax pictus
- Белый орикс
- Бушбок
- Strepsiceros cervicarpa
- Газель-доркас
- Colus tataricus
- Oreotragus saltatrix
- Capella rupicarpa

У всех антилоп ноги обыкновенно довольно длинные и стройные, хвост оканчивается пучком волос, шерсть короткая и окрашена в живые цвета; у многих антилоп, как у оленей, существуют так называемые слёзные каналы под глазами. Величина описываемых животных весьма различна: карликовая антилопа (Cephalophus) достигает в вышину всего 20—23 см, тогда как самые крупные виды бывают ростом до 1,6 и 2 метров. Все антилопы мирные, общественные, пугливые животные и замечательны чрезвычайной быстротой своих движений. Масса от 1,5 кг карликовые, средний вес 150 кг, а наибольшая масса достигает 1 тонны.

## Распространение
Некоторые виды водятся в Северной Америке, например, вилорог (старое название — серна Скалистых гор). В Европе живёт всего один вид: сайга (Colus tataricus vel saiga saiga), вне Азии водящаяся в степях Казахстана и России и отличающаяся острыми, загнутыми несколько внутрь рогами. Ранее к настоящим антилопам относили и серну (Rupicapra rupicapra), но сейчас её относят к козам. В Азии встречается несколько большее число антилоп, но огромное большинство их водится в Южной Африке. Уже древним были известны многие из этих видов: например, газель (Gazella dorcas) благодаря своим блестящим чёрным глазам даже служила арабским писателям для сравнений. Мясо всех антилоп очень вкусное, поэтому они истребляются как человеком, так и крупными африканскими хищниками.

## Антилопа в геральдике
Антилопа пришла в геральдику из средневековых бестиариев и имеет мало общего с реальным животным: ей приписывают голову тигра, клыки, рога с зазубринами, пучки волос на спине и львиный хвост (то есть она является химерой). От антилопы в ней осталось лишь тело.